# نهضت مقاومت ملی فرانسه
نهضت مقاومت ملی فرانسه (به فرانسوی: Mouvements unis de la Résistance  یا MUR) سازمانی از مقاومت‌کنندگان فرانسوی است که در ژانویهٔ ۱۹۴۳ از گردهم آیی سه گروه اصلی مبارز غیر کمونیست علیه اشغالگران آلمانی فرانسه و حکومت ویشی فرانسه در منطقه جنوبی فرانسه به وجود آمد. این سه گروه عبارت بودند از مبارزه« Combat » با فرماندهی هانری فرناو، فران تیریو« Franc-Tireur » با فرماندهی ژان پیر لوی (Jean-Pierre Lévy) و آزادی جنوب « Libération-Sud » با فرماندهی امانوئل دستیه دو له ویری (Emmanuel d'Astier de La Vigerie), که پیش از آن کمیته هماهنگی جنوب را تاسیس کرده بود . رهبری این نهضت بر عهده ژان مولن فرانسوی فرستاده ژنرال دوگل در منطقه جنوب بود. با افزایش تعداد گروه‌های مقاومت کننده علیه فاشیسم و نازی‌ها گروه‌های شرکت کننده در این نهضت به همراه ۵ نمایندهٔ اصلی دیگر، شورای ملی مقاومت فرانسه را تشکیل دادند.
ژان مولن به دنبال یک اتحاد گسترده تر از مقاومت هدفش از ادغام این گروهها افزایش بهره وری به ویژه در زمینه کنش سیاست شورش، بدست آوردن قدرت و اقدام توده ها در منطقه جنوب بود. او توانست شورای ملی مقاومت را که جنبش های مقاومت، احزاب سیاسی و سندیکاها را در تشکلی بنام مور MUR جای میداد تاسیس کند. در دسامبر سال ۱۹۴۳ مور MUR به سه قسمت تقسیم شد . یکی دفاع از فرانسه « Défense de la France » دیگری مقاومت « Résistance » و دیگری لورن « Lorraine » و این سه گروه با هم جنبش آزادیبخش ملی(MLN) را تشکیل دادند.